# Barika
Barika (em árabe: بريكة) é uma cidade localizada na província de Batna, Argélia. Sua população era de 162 711 habitantes, em 2008.